# Lumpenproletariat
Lumpenproletariat (în germană Lumpenproletariat, cu sensul de „proletariat compus din haimanale, fără conștiință de clasă”) este un termen împrumutat din limba germană și lansat de Karl Marx și Friedrich Engels în Ideologia germană (1845), a doua lucrare celebră a lor și una dintre lucrările des citate de Marx. În Optsprezece brumar al lui Ludovic Bonaparte (1852), în lumpenproletariat sunt incluși așa-numiții „refuzați ai tuturor claselor”, adică „escrocii, patronii de bordel, negustorii de haine vechi, flașnetarii, cerșetorii și alte epave ale societății” și reprezintă acea pătură a proletariatulului „fără conștiință de clasă” (adică asocială).
În 18 Brumar, lumpenproletariatul era definit ca „fracțiune de clasă socială” care a constituit baza politică a lui Napoleon al III-lea în 1848. Marx a afirmat că, în acel moment istoric special care a dus la lovitura de stat a lui Ludovic Bonaparte din 1851, proletariatul și burghezia erau productive și progresiste și împingeau înainte procesul istoric prin dezvoltarea forței de muncă și creșterea randamentului societății, în timp ce lumpenproletariatul îl considera neproductiv și retrograd. 

## Premise
Engels a scris despre mercenarii elvețieni de la sfârșitul monarhiei din iulie din 1848 din orașul Neapole revoluționar: „Acțiunea lumpenproletariatului din Neapole a decis înfrângerea revoluției. Gărzile elvețiene, împreună cu soldații și lazzaronii napolitani, i-au asaltat pe apărătorii baricadelor.”.
În scrierile sale explicative, Marx a considerat că această secțiune a societății are un potențial scăzut. Referindu-se la locul de muncă nesigur și alienator, care este câmpul de luptă, Marx afirmă: „O companie pestriță, formată din soldați răzvrătiți, care și-au ucis ofițerii, au distrus constrângerile disciplinare și nu au găsit un om căruia să-i ofere comanda supremă, este cu singuranță grupul cel mai puțin potrivit să organizeze o rezistență serioasă și prelungită.”.. Această atitudine arată similarități cu primii radicali ai clasei de mijloc, cum au fost Fabianii, a căror rezistență și revoluție ar fi trebuit să fie acțiuni disciplinate, sistematice. Totuși, în timpul lui Marx, unele dintre cele mai virulente voci anticonvenționale erau ale teroriștilor nihiliști, caracterizați prin criminalitate, aventurism și sociopatie și care nu se apropiau deloc de țelurile și metodele „clasei muncitoare”. Nihiliștii doreau să combată statul prin recurgerea la violență și terorism (atentate și asasinate politice). 
Modul în care Marx descrie ostașii rebeli ca nestatornici poate fi contracarat prin amintirea răzvrătiților Armatei Imperiale Ruse, organizați în sovietele ostășești, care au fost unul dintre principalii factori care a contribuit la răsturnarea regimului țarist în timpul Revoluției Ruse. Această revoluție este văzută actualmente ca eșec al proletariatului în lupta pentru cucerirea puterii, din cauză că a continuat militarismul și a format o nouă clasă privilegiată, aceea a bolșevicilor și a birocrației de partid. Armata Sovietică nu a opus nicio rezistență în timpul epurărilor staliniste de la sfârșitul deceniului al patrulea al secolului al XX-lea. 
În concepția lui Marx, lumpenproletariatul nu ar fi avut motive reale să participe la revoluție, ba putea avea toate motivele să dorească păstrarea claselor sociale existente, întrucât lumpenproletariatul depinde în fond de burghezie și aristocrație pentru a-și asigura subzistența. Datorită acestui ultim fapt, Marx considera lumpenproletariatul drept forță contrarevoluționară. 
Definiția lui Marx a influențat sociologii contemporani, îngrijorați de numeroasele elemente marginalizate ale societății numite de gânditorul german „lumpenproletariat”. Sociologii marxiști, dar și unii nemarxiști folosesc termenul pentru a-i denumi pe cei văzuți ca victime ale societății moderne (beneficiarii programelelor de asistență socială, cerșetorii și oamenii fără domiciliu), care nu au venituri, precum și cei care trăiesc din mijloace rău famate (prostituție, proxenetism, escrocherii, trafic de droguri, contrabandă și jocuri de noroc ilicite), cu toții depinzând însă de economia oficială pentru a supraviețui.